# Delightful
「Delightful」（ディライトフル）は、2005年（平成17年）3月24日に発売された日本の歌手・鈴木亜美の1枚目のエイベックスシングル。avex traxよりリリースされた。

## 解説
- Sony Music Associated Recordsからエイベックス移籍の第1弾シングル。「Reality/Dancin' in Hip-Hop」以来、約4年半ぶりのメジャーシングルリリースとなった。また、本人のシングルとしては初となる、ビデオクリップを収録したDVD付き。
- 「鈴木亜美のメジャーレーベル復活第一弾シングル」としてレーベルより大々的なプロモーションが展開された。「CDのみ」、「CD+DVD」、「CD+イラストレーション・エッセイ」、「CD+フォトブック」と4パターンのリリースがあり、それぞれ異なるミックスを収録、という販売が話題となった。
- 作曲者の特徴通り既存楽曲のフレーズを多く流用している。一聴してわかる部分ではaccess・m.o.v.eの有名曲、バッキングトラックの細部も含めるとさらに多くの流用・焼き直しが散見できる。
- サウンドプロデューサーはドイツ出身グルーヴ・カヴァレージのメンバー、アクセル・コンラートが担当。
- 音楽配信限定「Hopeful」も日本のリミキサーOVERHEAD CHAMPIONのトランスリミックスも収録。またカップリング・バラード曲「About You...」を収録。「Delightful」と「Hopeful ～OVERHEAD CHAMPION REMIX～」は後にエイベックス移籍後の1stアルバム『AROUND THE WORLD』に収録された。カップリング曲は未収録となった。
- 約4年半ぶりのメジャーシングルリリースであったが、オリコン週間チャート最高位3位を記録した。
- 時節、デビュー前の西島隆弘（AAA）がバックダンサーとして出演し、メジャーデビュー後の『第56回紅白歌合戦』でもこの流れを受け引き続きバックダンサーで出演。

## 収録曲

### CD
1. Delightful
作詞：鈴木亜美／作曲：渡辺徹／編曲：Axel Konrad
sound produced by Axel Konrad
2. About You...
作詞：鈴木亜美／作曲：木下智哉／編曲：西川レオ
3. Hopeful ～OVERHEAD CHAMPION REMIX～
remix and additional production by OVERHEAD CHAMPION
4. Delightful ～Dub's Re-start Mix～（CD+DVD）
mixed by Dub Master X
  - Delightful ～REMO-CON MIX～（CDのみ）
mixed by REMO-CON
  - Delightful ～G.C.D.Mix～（CD+イラストエッセイ「a★POP」 / CD+フォトブック「a★PHOTO」）
arranged by SHOUICHIRO HIRATA
5. Delightful(Instrumental)
6. About You...(Instrumental)

### DVD
1. Delightful(Music Clip)
2. Special Interview
鈴木亜美スペシャルインタビュー
3. Off Shot

## 収録アルバム
- Delightful
  - 『AROUND THE WORLD』
  - 『Ami Selection』
- Hopeful ～OVERHEAD CHAMPION REMIX～
  - 『AROUND THE WORLD』
- Delightful ～G.C.D.Mix～
  - 『AMIx WORLD』